# 사천 늑도 유적
사천 늑도 유적(泗川 勒島 遺蹟)은 대한민국 경상남도 사천시 늑도동, 늑도에 있는 선사유물이다. 2003년 7월 2일 대한민국의 사적 제450호로 지정되었다.

## 개요
늑도는 사천시 삼천포항과 남해군 창선도 사이에 위치한 조그마한 섬으로 섬 전체에 대규모의 유적이 형성되어 있다.
이 유적은 1979년부터 부산대학교박물관의 지표조사를 통해 그 존재가 알려졌으며, 1985년과 1986년 두 차례에 걸쳐 부산대학교 박물관에 의해 발굴이 실시되었다. 그리고 1988년부터 2001.12까지 3차례에 걸쳐 경남고고학연구소, 부산대학교박물관, 동아대학교 박물관에서 발굴을 실시하여 많은 유적과 유물, 유구가 확인되었다.
발굴조사 결과 패총과 무덤유구, 주거지 등과 함께 각종 토기류(중국계 경질토기, 일본계 야요이토기, 점토대 토기 등), 반량전, 오수전, 한(漢)나라 거울 등 13,000여점의 유물이 출토되었다.
여러차례에 걸쳐 발굴조사된 결과로 볼 때 이 유적은 섬 전체가 청동기 시대에서 삼한시대로 이어지는 단계의 삼각형 점토대 토기를 특징으로 하는 우리나라 최대규모의 유적이다.
사천 늑도 유적은 고대국가 초기단계에 형성된 복합유적으로서 한·중·일 간의 고대 동아시아지역 문화교류 증거를 보여주는 학술적으로 귀중한 자료이다.

## 삼천포 늑도 패총
삼천포 늑도 패총(三千浦 勒島 貝塚)은 경상남도 사천시 늑도동에 있는 패총이다. 1985년 1월 14일 경상남도의 기념물 제75호로 지정되었다가, 2003년 7월 2일 '사천 늑도 유적'으로 승격 지정되었다.

## 같이 보기
- 늑도

## 참고 자료
- 사천 늑도 유적 - 국가유산청 국가유산포털
- 삼천포늑도패총의 기념물 지정 당시 설명 - 국가유산청 국가유산포털